# Ilian Iliew
Ilian Dimow Iliew (ur. 2 lipca 1968 w Warnie) – bułgarski piłkarz grający na pozycji pomocnika, oraz trener piłkarski.

## Kariera piłkarska

### Kariera klubowa
Jest wychowankiem Czerno More Warna, w którego seniorskim zespole zadebiutował w 1986. Dwa lata później zespół z Iliewem w składzie wywalczył awans do ekstraklasy. W I lidze grał tylko dwa sezony. Na koniec rozgrywek 1989–1990 Czerno More zajął lokatę spadkową, a Iliew otrzymał propozycję przejścia do Slawii Sofia.
Po roku, okraszonym zdobyciem trzeciego miejsca w lidze, był już zawodnikiem innego klubu ze stolicy Bułgarii, Lewskiego. Łącznie w jego barwach występował przez niecałe pięć sezonów; w tym czasie zdobył dwa tytuły mistrza kraju oraz jeden Puchar Bułgarii.
Ponadto był zawodnikiem klubów zagranicznych: krótko grał w Turcji i Grecji, ale znacznie bardziej efektywna była sześcioletnia przygoda z zespołami portugalskimi. Z Benfiką Lizbona zdobył wicemistrzostwo oraz Puchar kraju, a z CS Marítimo dotarł do finału tych rozgrywek. Piłkarską karierę zakończył w wieku trzydziestu sześciu w Czerno More.

### Kariera reprezentacyjna
W reprezentacji Bułgarii zadebiutował już w 1991, w pierwszym meczu selekcjonerskiej kadencji Dimityra Penewa przeciwko Turcji (w 62 minucie zmienił Jordana Leczkowa). Trzy lata później drużyna prowadzona przez Penewa zdobyła czwarte miejsce na Mundialu 1994, ale Iliew szybko stracił miejsce w zespole i nie był brany pod uwagę przy ustalaniu kadry na ten turniej. Od stycznia 1993 do września 1996 nie wystąpił w reprezentacji ani razu.
Powrócił do niej, gdy nowym trenerem został Christo Bonew, który następnie zabrał go na Mundial 1998. Tym razem Bułgarzy odpadli już po rundzie grupowej; Iliew pojawił się na boisku we wszystkich trzech meczach. Później był jeszcze podstawowym graczem ekipy walczącej o udział w Euro 2000. Na początku eliminacji do Mundialu 2002 z jego usług zrezygnował Stojczo Mładenow.

## Kariera szkoleniowa
Po zakończeniu kariery piłkarskiej rozpoczął pracę szkoleniową. Przez kilka miesięcy prowadził Czerno More Warna, ale w marcu 2006 złożył dymisję.
Trzy miesiące później, po zakończeniu sezonu 2005–2006, zastąpił Petko Petkowa na stanowisku trenera Beroe Stara Zagora. Jednakże niesatysfakcjonujące wyniki w lidze sprawiły, że już w marcu 2007 został zwolniony.
Do Beroe powrócił latem 2008, kiedy jego następca Radosław Zdrawkow nie potrafił utrzymać klubu w ekstraklasie. Po roku pracy Iliew świętował pierwszy poważny sukces w swojej karierze szkoleniowej – awans do I ligi. W kolejnym sezonie osiągnął jeszcze więcej: Beroe zdobyło Puchar Bułgarii, a on sam otrzymał nagrodę dla najlepszego trenera ligi, wyprzedzając m.in. Angeła Czerwenkowa, który doprowadził Liteks Łowecz do mistrzostwa kraju.
Rok później w rozgrywkach 2010–2011 zajął z Beroe siódme miejsce, gwarantujące bezpieczne pozostanie w lidze.

## Sukcesy
| Kariera piłkarska - Czerno More Warna: - awans do ekstraklasy w sezonie 1987–1988 - Slawia Sofia: - III miejsce w ekstraklasie w sezonie 1990–1991 - Lewski Sofia: - mistrzostwo Bułgarii 1993 i 1995 - wicemistrzostwo Bułgarii 1992 i 1999 - Puchar Bułgarii 1992 - SL Benfica: - wicemistrzostwo Portugalii 1996 - Puchar Portugalii 1996 - finał Pucharu Portugalii 1997 - Maritimo Funchal: - finał Pucharu Portugalii 2001 - półfinał Pucharu Portugalii 2002 | Kariera szkoleniowa - Beroe Stara Zagora: - awans do ekstraklasy w sezonie 2008–2009 - Puchar Bułgarii 2010 - Indywidualnie: - Najlepszy trener w bułgarskiej ekstraklasie, 2009–2010 |